# Dakotadon
Dakotadon (лат.) — род динозавров из клады Styracosterna инфраотряда орнитоподов (Ornithopoda), включающий единственный вид — Dakotadon lakotaensis. Известен из формации Лакота на территории современной Южной Дакоты (США) и датируется барремским веком (нижний мел). Первоначально был описан под названием Iguanodon lakotaensis, в 2008 году Paul выделил его в отдельный род. В 2010 году McDonald и др. по результатам кладистического анализа перенесли род в кладу Styracosterna.

## В культуре
В 1999 году появляется на экранах в фильме Би-Би-Си «Прогулки с динозаврами». Там он упомянут под названием «американский игуанодон».